# Gobia
Gobia es una aldea española actualmente despoblada situada en la parroquia de Meangos, del municipio de Abegondo, en la provincia de La Coruña.

## Localización
Está situado al norte de la capital de la parroquia, cerca de la autopista AP-9.